# ハンネローレ・シュマッツ
ハンネローレ・シュマッツ（Hannelore Schmatz、1940年2月16日 - 1979年10月2日）は、レーゲンスブルクに生まれ、ドイツ人女性として初めてエベレストに登頂した登山家。しかし下山中に遭難死した。
彼女は、1975年にティリチミール登頂を果たしていた。その4年後、彼女は夫であるゲルハルト・シュマッツと古典的な南東稜からのルート、通称ヒラリー・ルートをたどるエベレスト遠征隊に参加した。夫が登頂を果たした翌日、彼女は急遽、次の登頂チームに加わることとなり、南側の鞍部から頂上へ到達したが、これは事前に詰められた計画に基づくものではなかった。ゲルハルト・シュマッツはこの遠征隊のリーダーであり、50歳という彼の年齢は当時の最高齢登頂記録であった。ハンネローレ・シュマッツは、下山の途中で、標高8,300m付近で疲労のために落命した。その直前には同行していたアメリカ人登山家レイ・ジェネットが、やはり疲労のために落命していた。
1984年、ネパール国境警察の調査官ヨゲンドラ・バハドゥル・タパ (Yogendra Bahadur Thapa) とシェルパのアング・ドルジェ (Ang Dorje) が、ハンネローレ・シュマッツの遺体を回収しようと試みた遠征の最中に落石事故によって落命した。
その後、長い間、ハンネローレ・シュマッツの遺体は、南側の鞍部から登頂を目指す者にとって目印となっていた。彼女は南側の鞍部の数百メートル上方に、バックパックにもたれかかって座っており、彼女の茶色い髪が風に靡いていた。デンマークの法律家で登山家のレネ・ガンメルガールトは、著書『Climbing High』の中で、ノルウェーの登山家で遠征隊長のアルネ・ネス (Arne Næss) が遺体の近くを通りかかった際に、ハンネローレ・シュマッツの見開かれた眼に見つめられたと述べていることを記している。おそらくこれは、標高の高さが原因となった光学的な錯覚か、幻覚で、エベレストでは多くの事例が経験されているものである。その後、おそらくは高い標高の場所特有の嵐によって、彼女の遺体は稜線からカンシュン・フェイス側に吹き落とされたものと考えられている。
エベレスト登頂に成功し、生還した最初のドイツ人女性は、シュマッツの20年後に登頂したヘルガ・ヘンゲで、彼女は1999年にチベット側の北からエベレストに登頂したラッセル・ブライスの遠征隊に参加していた。